# Operação Rodes
A Operação Rodes (em hebraico: מבצע רודוס; romaniz.: Mivtza Rodos) foi uma incursão helitransportada israelense contra a ilha egípcia de Shadwan, em 22 de janeiro de 1970, durante a Guerra de Desgaste. A operação foi realizada por paraquedistas israelenses e comandos navais do Shayetet 13, que assumiram o controle da ilha por mais de um dia antes de partir com 62 soldados egípcios capturados e equipamentos de radar.

## Antecedentes
O Egito tinha lançado a Guerra de Desgaste, a fim de enfraquecer o domínio de Israel sobre os territórios no Sinai, que foi capturado na Guerra Dos Seis Dias em 1967. Enquanto a guerra se desenrolava principalmente ao longo do Canal de Suez, Israel esperava assegurar um cessar-fogo mostrando ao Cairo que poderia atacar em qualquer parte do Egito e apresentando à liderança egípcia a perspectiva de um conflito total para o qual o país não estava preparado. Recusando-se a limitar a guerra à frente do canal, em janeiro de 1970, Israel lançou a Operação Priha, uma série de ataques da Força Aérea Israelita contra alvos no coração do Egito, enquanto suas forças terrestres foram encarregadas de uma incursão à ilha de Shadwan,  isolada e levemente guarnecida. O objetivo do raide era capturar prisioneiros de guerra egípcios para serem trocados por prisioneiros israelitas no Egito e sabotar um posto de radar local que era considerado uma ameaça para a navegação israelita no Golfo de Suez.
A tarefa de tomar Shadwan foi atribuída à 35.ª Brigada Paraquedista sob o comando de Haim Nadal. O seu 202º Batalhão, comandado pelo Tenente-Coronel Ya'acov Hasdai, e a companhia de reconhecimento de elite da Brigada (Sayeret Tzanhanim), comandados pelo Capitão Motti Paz, deveriam desembarcar na ilha. Estes deveriam ser assistidos por operadores do Shayetet-13, enquanto pára-quedistas adicionais deveriam estar à mão em Sharm El-Sheikh e nas proximidades trazidos por navios da Marinha Israelense.
A guarnição egípcia em Shadwan estava aquartelada no farol da ilha, na sua ponta sul. O farol era defendido por um perímetro fortificado composto por 9 postos avançados periféricos e guarnecidos por uma companhia de comandos da Força Sa'ka. Ao todo, 100 soldados egípcios estavam presentes em Shadwan, dos quais 60 eram comandos e o resto militares da Marinha Egípcia e pessoal técnico.

## Batalha

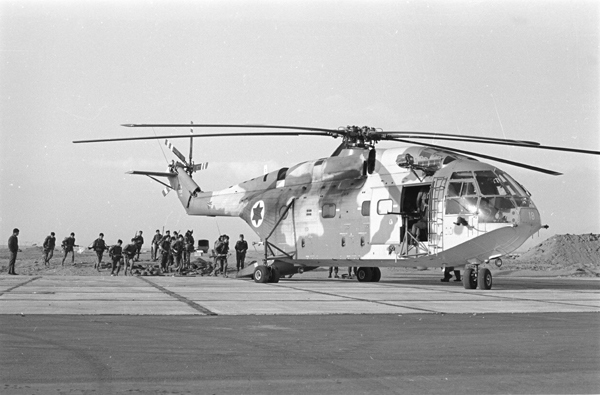
Pára-quedistas israelenses subindo a bordo de um helicóptero para a incursão em Shadwan, 1970.

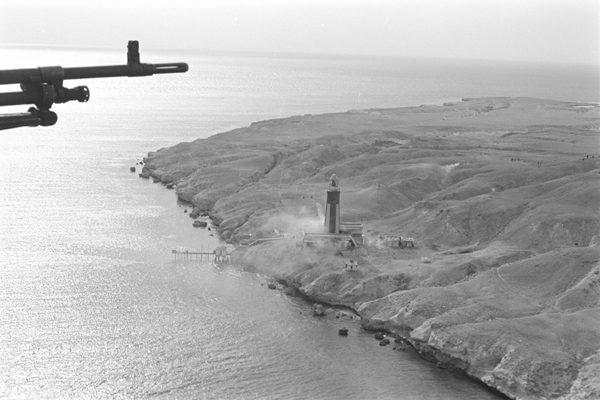
Sobrevoando o farol.

A operação Rodes começou na manhã de 22 de janeiro de 1970, com um ataque de doze A-4 Skyhawks dos 109º e 115º Esquadrões, o qual matou vários soldados egípcios, incluindo o oficial comandante da guarnição local. Com os defensores assim engajados, as forças terrestres israelitas começaram a desembarcar em Shadwan, transportadas para a ilha por um par de helicópteros Bell 205S e Aerospatiale Super Frelons do 114º Esquadrão. Pousando às 09:15h, as forças desembarcaram uma milha ao norte do farol e se dividiram em vários elementos. O Batalhão de Hasdai moveu-se para capturar os postos avançados no lado leste da ilha e aqueles que conduziam ao farol, lutando contra soldados egípcios que recusaram os apelos israelenses à rendição. Dentro de uma hora após o desembarque, quase todo postos avançados - exceto três - haviam caído nas mãos dos pára-quedistas. Um soldado israelense, o Cabo Haim Isrovich, foi morto por tiros de franco-atiradores.

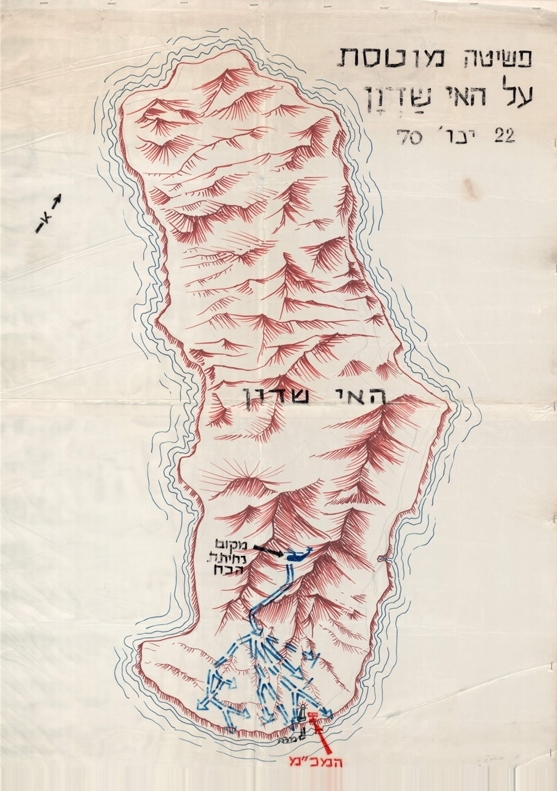
A descrição do local de desembarque das tropas e do eixo de ação em direção à localização do radar.

As tropas de Paz, tentando flanquear as forças egípcias pelo oeste, encontraram resistência no lado oeste do perímetro defensivo, apenas para entrar em um campo minado. Um oficial, o Tenente Israel Bat-Lev, foi morto e vários ficaram feridos, e a força retirou-se, deixando os postos de codinome "Dafna" e "Dvora" em mãos egípcias. Às 10:30h, a força de reserva em Sharm El-Sheikh, liderada pelo Tenente-Coronel Amos Yaron, foi então despachada para a ilha.
Uma força liderada pelo Tenente Yitzhak Kotler, enquanto isso, chegou ao farol. Apesar de esperar resistência significativa, pouco movimento foi detectado no local e, às 12:00h, as tropas israelenses tomaram de assalto o edifício. Algumas salas foram inicialmente consideradas vazias, mas o fogo logo irrompeu de um edifício no lado oeste do complexo, atingindo Kotler e deixando a força sem liderança. Hasdai instruiu um dos grupos de combate de Kotler a flanquear a estrutura e limpá-la usando granadas. Por volta das 12:57h, estes conseguiram proteger o edifício, que estava sendo defendido por apenas um par de soldados egípcios, um dos quais foi morto e o outro ferido. Um helicóptero israelense logo chegou para transportar o oficial egípcio e Kotler para o hospital, embora este último tenha morrido de seus ferimentos.
Desembarcando na ilha às 11:30h, Amos Yaron foi despachado por Nadal para superar a resistência remanescente na borda oeste do perímetro defensivo da ilha. Liderando um aassalto em três frentes, Yaron, auxiliado por um par de aeronaves de ataque da Força Aérea Israelense, tomou o posto de codinome "Dafna" às 14:15h. O posto de "Dvora" foi logo tomado também e por volta das 15:30h a luta havia cessado: 14 egípcios foram capturados e 17 mortos. Várias dúzias de prisioneiros de guerra foram encontrados na subsequente limpeza da ilha.

### Participação da Força Aérea
Após o apoio inicial aos desembarques, as aeronaves da Força Aérea Israelense forneceram apoio aéreo aproximado para as forças no terreno, enquanto os caças da FAI patrulhavam o espaço aéreo ao redor da ilha para impedir o reforço egípcio. A operação também viu a estreia do reabastecimento aéreo com os A-4S, com 109º Esquadrão fornecendo reabastecimento em vôo para outras aeronaves israelenses em estação.

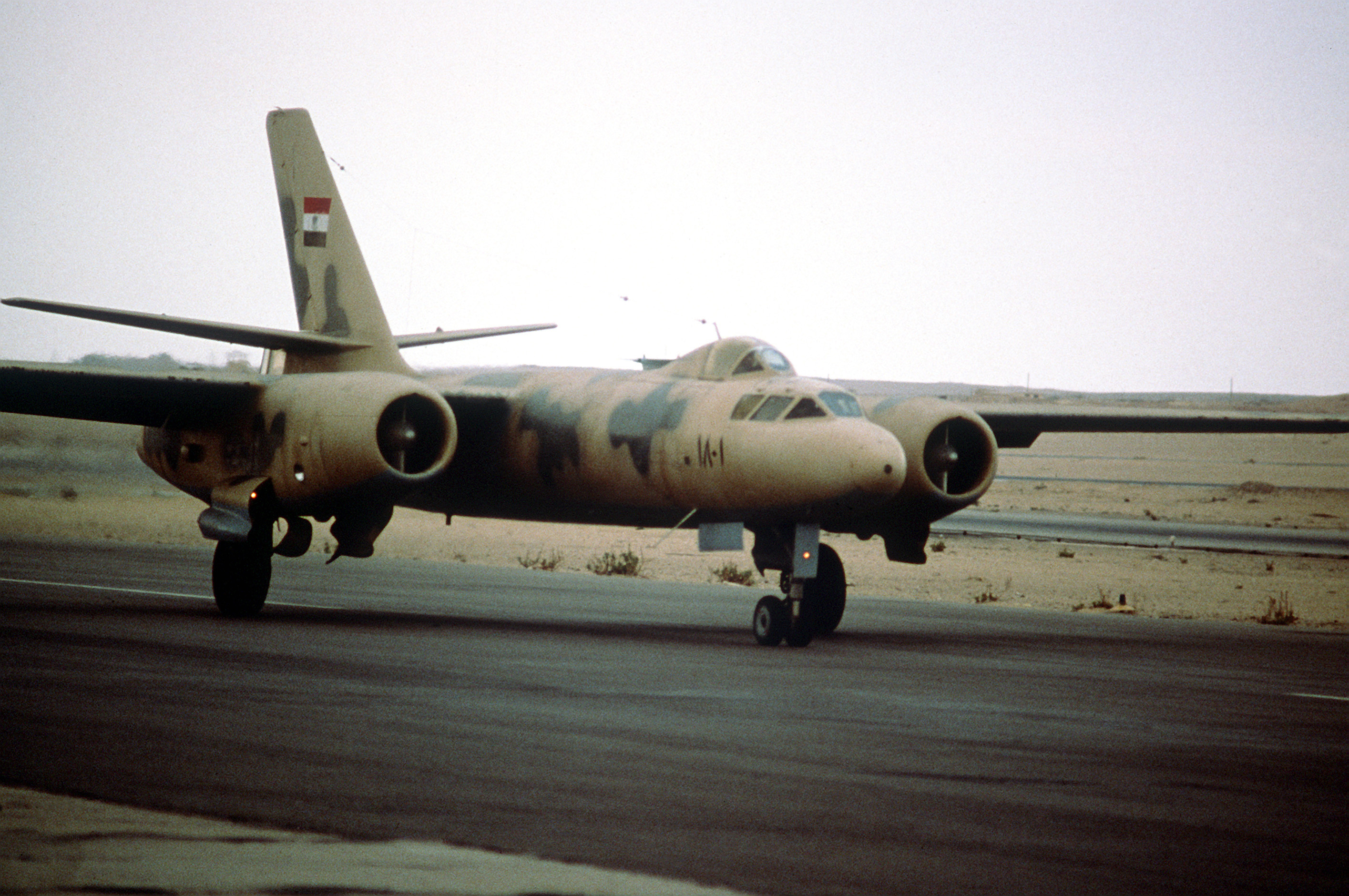
Avião Ilyushin Il-28 da Força Aérea Egípcia.

Enquanto a batalha estava em andamento, uma formação mista de dois Skyhawks dos 109º e 115º Esquadrões avistou um par de torpedeiros egípcios rumo à ilha a partir de Hurgada. As aeronaves atacaram os barcos com foguetes ar-solo, afundando ambos. Uma tentativa ligeiramente mais bem sucedida de intervenção ocorreu pouco depois da meia-noite de 23 de janeiro, quando um único bombardeiro Ilyushin Il-28 da Força Aérea Egípcia conseguiu fugir das aeronaves israelenses em patrulha. A aeronave fez uma única passagem de bombardeio, mas não causou nenhum dano.

### Evacuação
Mantendo a ilha durante toda a noite, as forças israelenses receberam a ordem de evacuação às 11:50h da manhã de 23 de janeiro. Todas as estruturas, exceto o farol, foram demolidas e as forças se retiraram com 62 prisioneiros de guerra egípcios e um Radar Decca britânico capturado. O último helicóptero, com Haim Nadal, partiu da ilha às 17:40h. Três israelenses foram mortos e 7 feridos, enquanto os porta-vozes israelenses estimaram o número de mortos egípcios em 70, incluindo soldados em Shadwan e nos torpedeiros afundados.

## Consequências

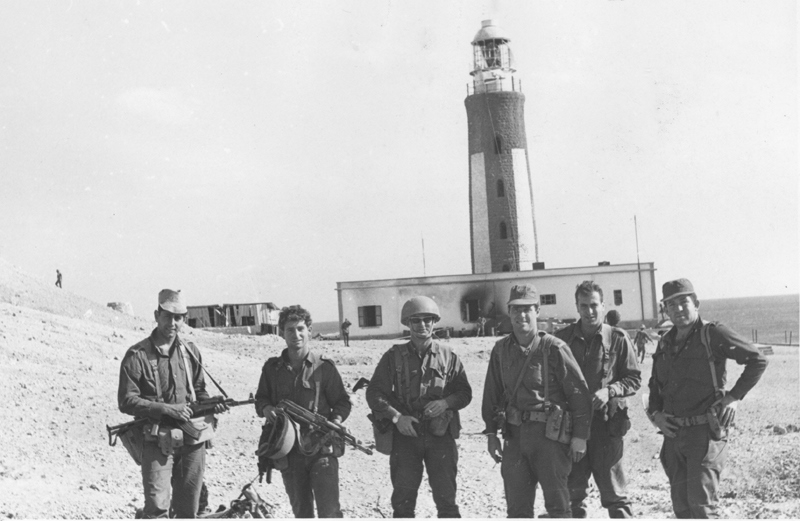
Soldados israelenses posando em frente ao farol. Dois deles posam com fuzis AKMS capturados.

Apesar do êxito da operação, as suas consequências não foram tão louváveis. Em 24 de Janeiro, dois dias após a operação, um caminhão que transportava munição capturada em Shadwan explodiu enquanto este era desembarcado em terra em Eilat: 21 pessoas morreram no acidente, embora militantes palestinos tenham tentado assumir a responsabilidade pela explosão.
O Egito admitiu 80 soldados mortos, feridos ou desaparecidos, mas tentou pintar a incursão israelense da melhor maneira possível. Inicialmente, informou que os israelenses "tentaram pousar" na ilha e sofreram 30 baixas e perderam 2 aeronaves, e mais tarde afirmou que as forças israelenses não conseguiram permanecer na ilha "devido à forte resistência em terra e ataques aéreos maciços". A imprensa egípcia centrou-se nas ações do Capitão Hosni Hamad, que perdeu a vida ao conduzir os torpedeiros para a ilha por sua própria iniciativa.
A Operação Rodes teve lugar poucos dias após o lançamento da Operação Priha, que sublinhou a incapacidade do Egito de combater a supremacia aérea israelense. O presidente egípcio, Gamal Abdel Nasser, em vez de optar por um cessar-fogo, voltou-se para a União Soviética para assistência militar. No mesmo dia da Operação Rodes, Nasser saiu secretamente do Cairo para Moscovo para uma série de conversações clandestinas. Em poucas semanas, equipamento e militares soviéticos começaram a chegar ao Egito, sinalizando uma nova fase na Guerra de Desgaste.